# Notre-Dame-de-Bliquetuit
Notre-Dame-de-Bliquetuit – miejscowość i gmina we Francji, w regionie Normandia, w departamencie Sekwana Nadmorska. Przez miejscowość przepływa Sekwana. 
Według danych na rok 1990 gminę zamieszkiwały 504 osoby, a gęstość zaludnienia wynosiła 52 osoby/km² (wśród 1421 gmin Górnej Normandii Notre-Dame-de-Bliquetuit plasuje się na 452. miejscu pod względem liczby ludności, natomiast pod względem powierzchni na miejscu 366.).